# Warren Brown
Warren Brown (* 11. Mai 1978 in Warrington, Grafschaft Cheshire) ist ein britischer Schauspieler.

## Leben
Warren Brown wurde 1978 im nahe Manchester gelegenen Warrington in Nordwestengland geboren. Zunächst strebte er eine Profikarriere als Thaiboxer an. Sein Filmdebüt gab er 2004 in der Fernsehserie Shameless. Sein schauspielerischer Durchbruch gelang ihm im folgenden Jahr in der Seifenoper Hollyoaks, wo der jugendlich aussehende Warren Brown trotz seiner damals 27 Jahre den jungen Studenten Andy Holt mimte. Diese Darstellung und seine Rolle in dem im Irakkrieg angesiedelten Dreiteiler Occupation bescherten ihm Nominierungen für britische Fernsehpreise. Warren Brown hat sich fast ausschließlich auf Darstellungen in Fernsehserien festgelegt. Hierzulande erlangte er größere Bekanntheit durch die tragende Rolle des DS Justin Ripley in der 2012 im ZDF ausgestrahlten BBC-Krimiserie Luther. Mit Luther-Regisseur Sam Miller hatte er bereits 2010 für den BBC-Vierteiler Single Father zusammengearbeitet. Seit 2017 ist er in der Serie Strike Back zu sehen.

## Filmografie (Auswahl)

### Filme
- 2011: Up There
- 2012: Byzantium
- 2015: Kicking Off – Alles tanzt nach meiner Pfeife! (Kicking Off)

### Fernsehserien
- 2004–2005: Shameless
- 2005–2006: Hollyoaks
- 2006: Jane Hall
- 2007–2008: Grownups
- 2008: Dead Set
- 2009: Die Besatzer (Occupation; Miniserie)
- 2010: Single Father
- 2010–2013: Luther
- 2012: Inside Men
- 2012: Good Cop
- 2013: Agatha Christie’s Marple
- 2015–2017: X Company (Fernsehserie, 28 Episoden)
- 2017–2020: Strike Back
- 2020: Doctor Who
- 2022: Trigger Point (Fernsehserie, 5 Episoden)